# Монолитос
Монолитос (греч. Κάστρο Μονολίθου) — средневековый замок на острове Родос, построенный на 100-метровой скале в 1480 году рыцарями ордена иоаннитов (госпитальеров).

## История
Первые укрепления на каменной скале в западной части острова Родос появились ещё в глубокой древности. Окрестные жители искали здесь спасения во время вражеских нападений.
В 1309 году владельцами острова Родос стали рыцари ордена иоаннитов. Во второй половине XV века они решили усилить защиту западного побережья. Для этого по приказу великого магистра Пьера д’Обюссона в 1480 году началось возведение каменного замка на высокой скале у берегов омываемых Эгейским морем. Причём в этом же году главная твердыня госпитальеров на острове, крепость Родос, успешно выдержала турецкую осаду.
Новая крепость получила название Монолитос. Её уникальное расположение (общая высота над уровнем моря — 250 метров) позволяло вести наблюдение за приближающимися со стороны моря кораблями по всему горизонту к западу от Родоса. Основные работы были закончены к 1489 году. На вершине скалы появились толстые каменные стены и башни.
В 1522 году госпитальеры покинули Родос. Монолитос потерял своё прежнее значение и был заброшен.

## Современное состояние
В настоящее время доступ к живописным руинам открыт. К замку ведёт крутая лестница, высеченная в скалах.

## Галерея

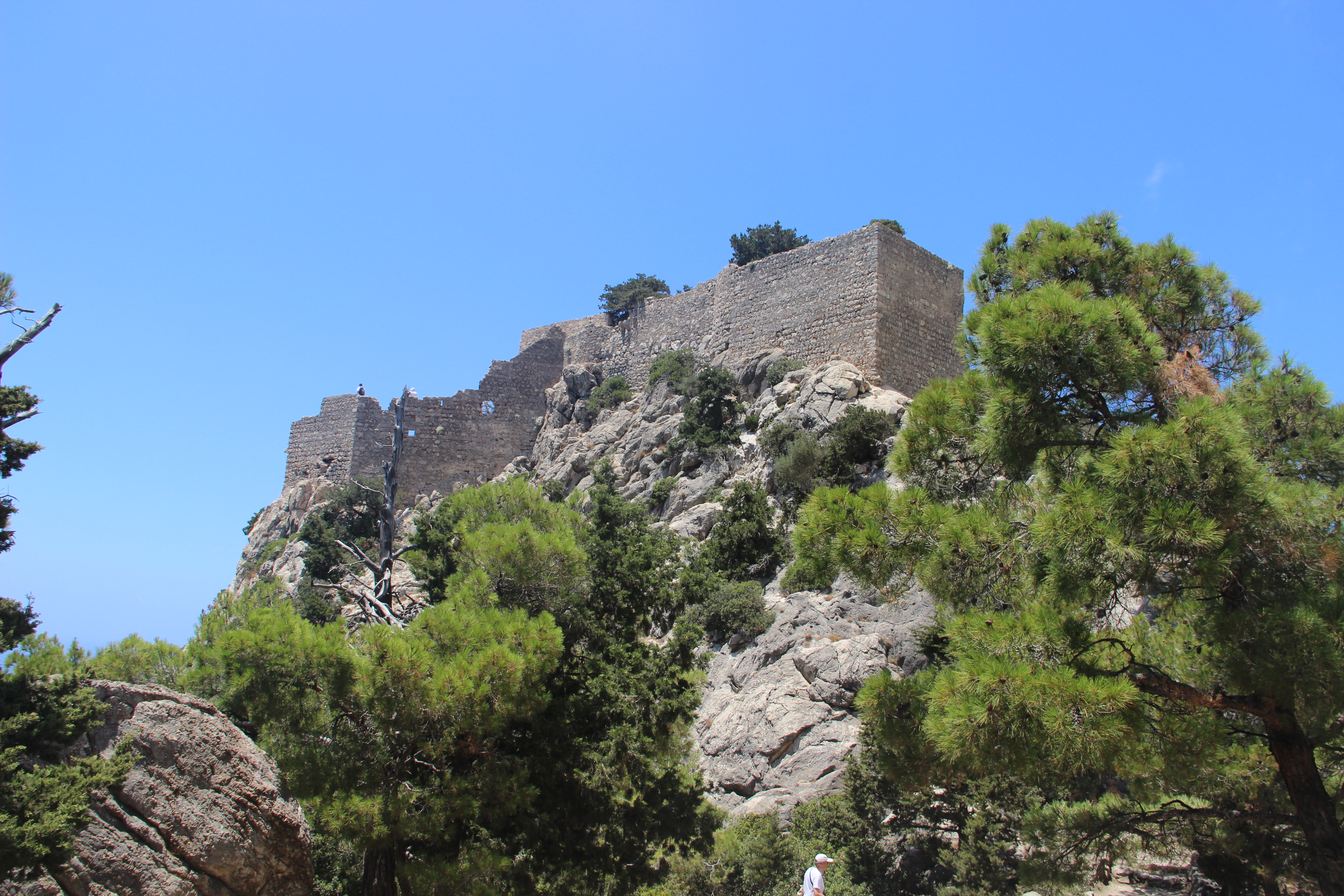
Часть крепостной стены
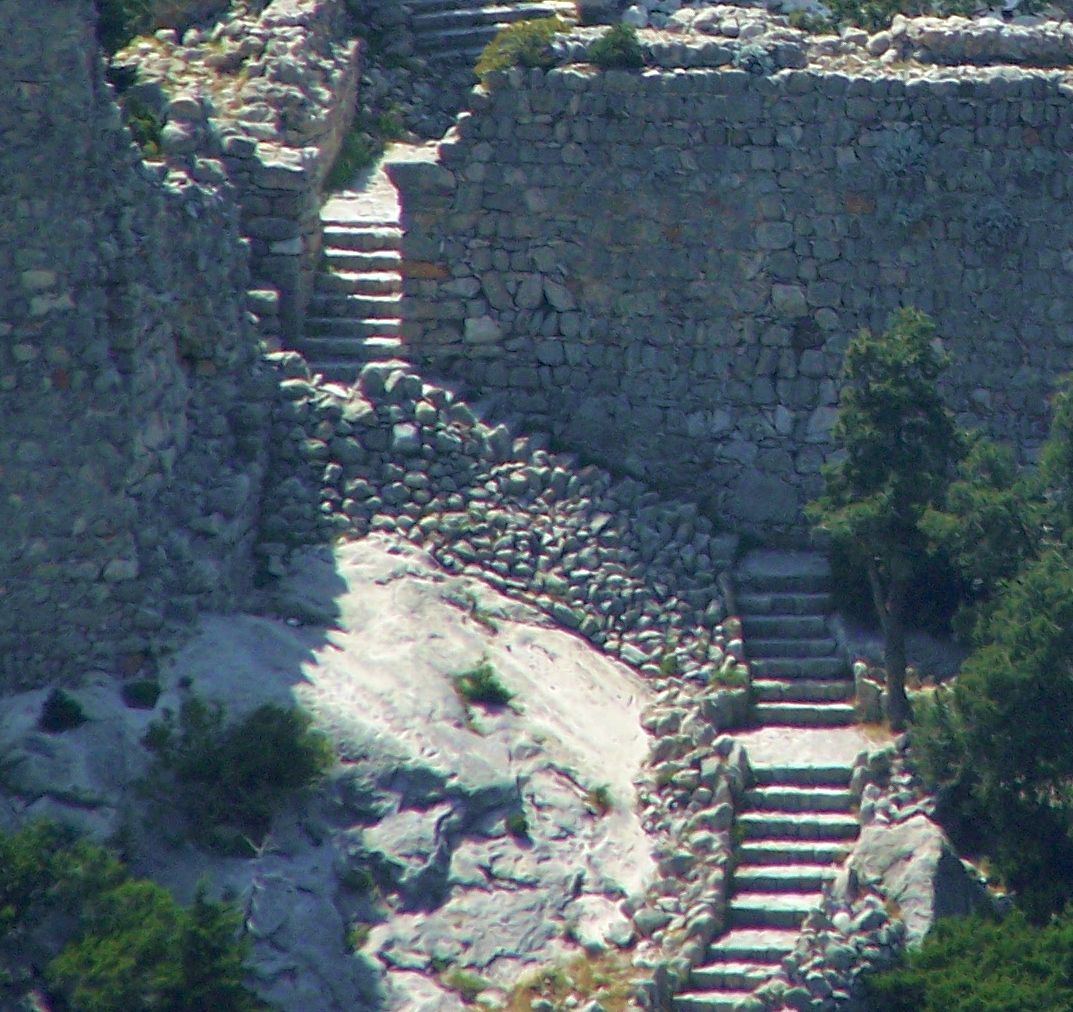
Каменная лестница, ведущая к крепости
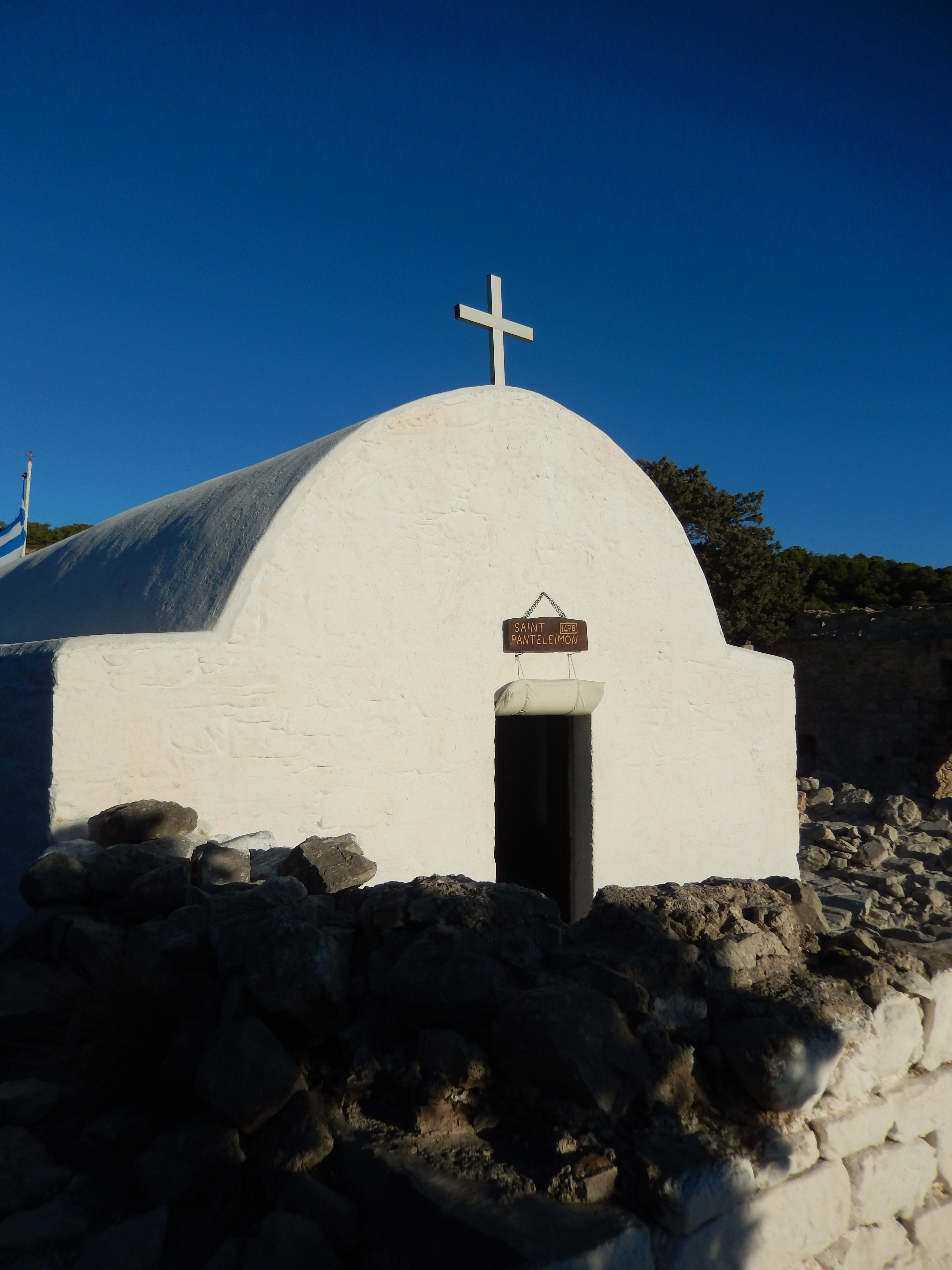
Церковь в крепости
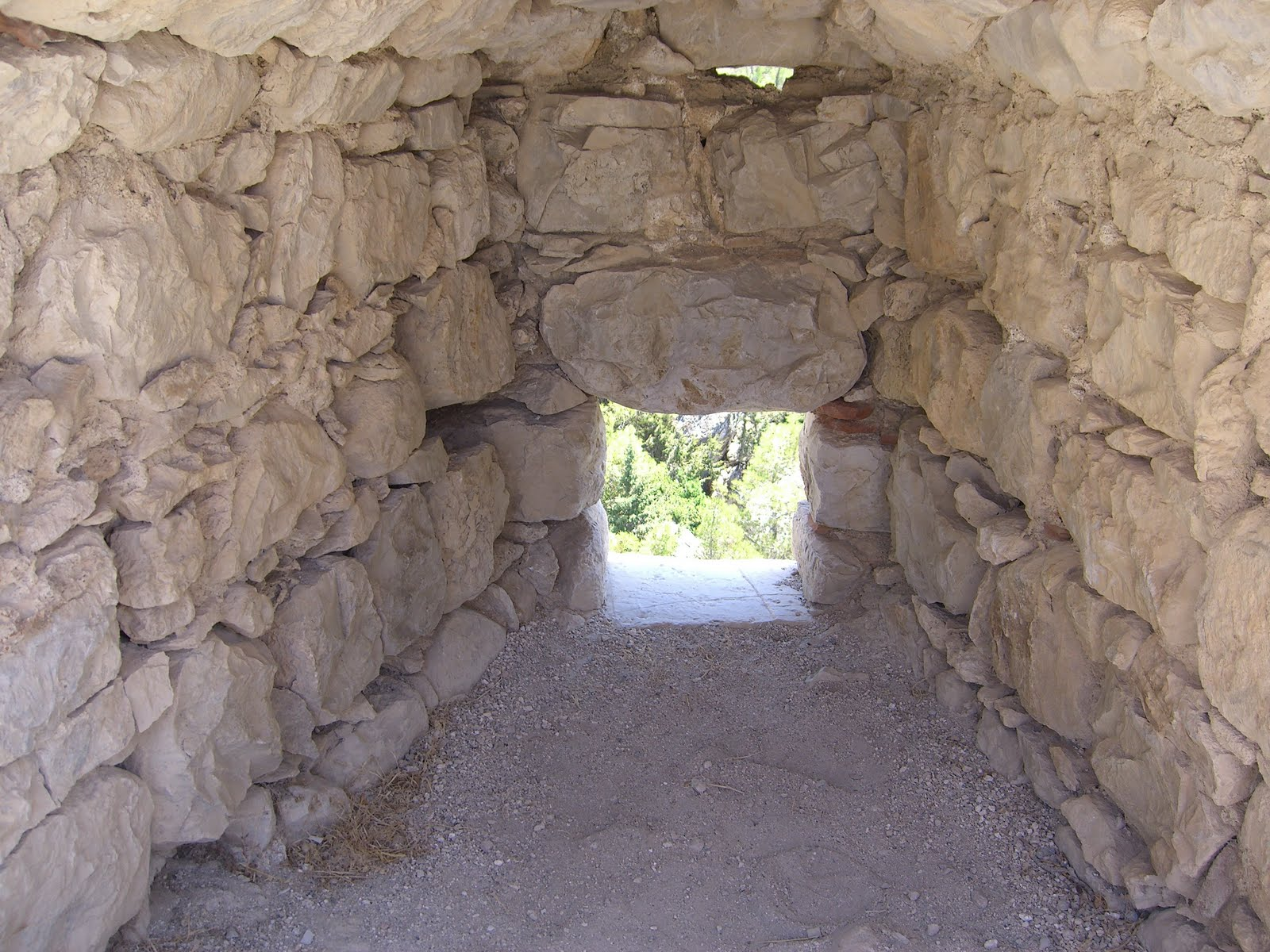
Бойница крепости